# Dumitru Șomlea (delegat)
Dumitru Șomlea (n. 1876, Frata, comitatul Cluj, Regatul Ungariei – d. 1939) a fost un delegat în Marea Adunare Națională de la Alba Iulia, organismul legislativ reprezentativ al „tuturor românilor din Transilvania, Banat și Țara Ungurească”, cel care a adoptat hotărârea privind Unirea Transilvaniei cu România, la 1 decembrie 1918.

## Biografie
Dumitru Șomlea, născut în anul 1876, provine din comuna Frata, în timpul vieții sale ocupând funcțiile de economist și notar al Consiliului Național Român  din Frata, unde se stinge din viață în anul 1939.

## Activitatea politică
Dumitru Șomlea se distinge în funcția de delegat ales de către Cercul electoral Cojocna pentru a fi reprezentantul comunei Frata la Marea Adunare Națională de la Alba Iulia din data de 1 decembrie 1918.